# Martín Guzmán
Martín Maximiliano Guzmán (La Plata, 12 ottobre 1982) è un politico ed economista argentino, ministro dell'Economia dal dicembre 2019 al luglio 2022.

## Biografia
Studiò all'Università Nazionale di La Plata e fece un dottorato presso l'Università Brown, negli Stati Uniti d'America.
Ricercatore associato presso la Scuola di Economia della Columbia Business School, Guzmán è direttore del programma di politiche di dialogo ristrutturazione del debito della Columbia University e caporedattore del Journal of Globalization and Development, specializzato in materia di debito pubblico, macroeconomia internazionale ed economia monetaria.

### Ministro dell'Economia
Il 6 dicembre 2019 è stato nominato ministro dell'Economia dal presidente in pectore Alberto Fernández.
La sua prima iniziativa legislativa, la legge sulla solidarietà sociale e la ripresa produttiva, è stata approvata dal Congresso il 23 dicembre dello stesso anno. La legge prevede aumenti delle tasse sugli acquisti di valuta estera, sulle esportazioni agricole, sulla ricchezza e sulle vendite di automobili - così come incentivi fiscali per la produzione. Nel mezzo della peggiore recessione in quasi due decenni, prevede un congelamento di 180 giorni delle tariffe dei servizi pubblici, bonus per i pensionati della nazione e per i beneficiari dell'Assegnazione Universale per Bambino, e carte alimentari per due milioni di famiglie più povere dell'Argentina. Ha anche dato al presidente ulteriori poteri per rinegoziare i termini del debito - con l'Argentina che cerca di ristrutturare il suo debito di 100 miliardi di dollari con gli obbligazionisti privati e 45 miliardi di dollari presi in prestito dall'ex-presidente Mauricio Macri dal Fondo Monetario Internazionale.
L'Argentina è andata nuovamente in default il 22 maggio 2020 non pagando 500 milioni di dollari alla scadenza ai suoi creditori. Le trattative per la ristrutturazione di 66 miliardi di dollari del suo debito sono continuate per quasi quattro mesi.
Il Fondo Monetario Internazionale ha riferito che la crisi COVID-19 avrebbe fatto precipitare il PIL dell'Argentina del 9,9%, dopo che l'economia del paese si è contratta del 5,4% nel primo trimestre del 2020, con la disoccupazione che ha superato il 10,4% nei primi tre mesi dell'anno, prima dell'inizio del blocco.
Il 4 agosto, Guzmán ha raggiunto un accordo con i maggiori creditori sui termini per una ristrutturazione di 65 miliardi di dollari in obbligazioni estere, dopo una svolta nei colloqui che a volte erano sembrati vicini al collasso dal nono default del debito del paese nel maggio precedente.
Il 2 luglio 2022 Guzmán ha presentato le sue dimissioni al presidente Fernández con una lettera aperta.